# Alpiner Skieuropacup 2012/13
Die Saison 2012/2013 des Alpinen Skieuropacups begann für die Herren am 21. November 2012 in Levi und für die Damen am 26. November in Vemdalen. Sie endete mit dem Finale in Sotschi/Krasnaja Poljana vom 14. bis 17. März 2013. Bei den Herren waren 42 Rennen geplant (9 Abfahrten, 6 Super-G, 11 Riesenslaloms, 13 Slaloms, 1 Parallelslalom (City Event) und 2 Super-Kombinationen). Bei den Damen sollten 39 Rennen stattfinden (7 Abfahrten, 6 Super-G, 11 Riesenslaloms, 12 Slaloms, 1 Parallelslalom (City Event) und 2 Super-Kombinationen).

## Europacupwertungen

### Gesamtwertung
| Rang | Name                    | Land                   | Punkte |
| ---- | ----------------------- | ---------------------- | ------ |
| 01   | Aleksander Aamodt Kilde | Norwegen               | 721    |
| 02   | Victor Muffat-Jeandet   | Frankreich             | 697    |
| 03   | Vincent Kriechmayr      | Österreich             | 583    |
| 04   | Thomas Tumler           | Schweiz                | 560    |
| 05   | Henrik Kristoffersen    | Norwegen               | 504    |
| 06   | Silvano Varettoni       | Italien                | 469    |
| 07   | Calle Lindh             | Schweden               | 467    |
| 08   | Thomas Frey             | Frankreich             | 453    |
| 09   | François Place          | Frankreich             | 447    |
| 10   | Manuel Pleisch          | Schweiz                | 443    |
|      | Dave Ryding             | Vereinigtes Königreich | 443    |

| Rang | Name               | Land       | Punkte |
| ---- | ------------------ | ---------- | ------ |
| 01   | Ramona Siebenhofer | Österreich | 1178   |
| 02   | Sofia Goggia       | Italien    | 0934   |
| 03   | Adeline Baud       | Frankreich | 0826   |
| 04   | Mirjam Puchner     | Österreich | 0759   |
| 05   | Romane Miradoli    | Frankreich | 0722   |
| 06   | Cornelia Hütter    | Österreich | 0715   |
| 07   | Corinne Suter      | Schweiz    | 0674   |
| 08   | Mona Løseth        | Norwegen   | 0660   |
| 09   | Joana Hählen       | Schweiz    | 0607   |
| 10   | Nina Løseth        | Norwegen   | 0605   |

### Abfahrt
| Rang | Name              | Land       | Punkte |
| ---- | ----------------- | ---------- | ------ |
| 1    | Ralph Weber       | Schweiz    | 373    |
| 2    | Markus Dürager    | Österreich | 225    |
| 3    | Manuel Kramer     | Österreich | 202    |
| 4    | Silvano Varettoni | Italien    | 196    |
| 5    | Nils Mani         | Schweiz    | 191    |

| Rang | Name            | Land       | Punkte |
| ---- | --------------- | ---------- | ------ |
| 1    | Sofia Goggia    | Italien    | 425    |
| 2    | Cornelia Hütter | Österreich | 315    |
| 3    | Joana Hählen    | Schweiz    | 314    |
| 4    | Vanja Brodnik   | Slowenien  | 299    |
| 5    | Corinne Suter   | Schweiz    | 266    |

### Super-G
| Rang | Name                    | Land        | Punkte |
| ---- | ----------------------- | ----------- | ------ |
| 1    | Aleksander Aamodt Kilde | Norwegen    | 404    |
| 2    | Vincent Kriechmayr      | Österreich  | 296    |
| 3    | Silvano Varettoni       | Italien     | 273    |
| 4    | Josef Ferstl            | Deutschland | 268    |
| 5    | Christian Walder        | Österreich  | 197    |

| Rang | Name               | Land       | Punkte |
| ---- | ------------------ | ---------- | ------ |
| 1    | Cornelia Hütter    | Österreich | 332    |
| 2    | Corinne Suter      | Schweiz    | 260    |
| 3    | Ramona Siebenhofer | Österreich | 255    |
| 4    | Mirjam Puchner     | Österreich | 254    |
| 5    | Joana Hählen       | Schweiz    | 243    |

### Riesenslalom
| Rang | Name             | Land       | Punkte |
| ---- | ---------------- | ---------- | ------ |
| 1    | Manuel Pleisch   | Schweiz    | 443    |
| 2    | Victor Malmström | Finnland   | 415    |
| 3    | Thomas Frey      | Frankreich | 413    |
| 4    | Thomas Tumler    | Schweiz    | 389    |
| 5    | Florian Eisath   | Italien    | 372    |

| Rang | Name                  | Land       | Punkte |
| ---- | --------------------- | ---------- | ------ |
| 1    | Ramona Siebenhofer    | Österreich | 516    |
| 2    | Adeline Baud          | Frankreich | 463    |
| 3    | Coralie Frasse Sombet | Frankreich | 409    |
| 4    | Nina Løseth           | Norwegen   | 373    |
| 5    | Sara Hector           | Schweden   | 365    |

### Slalom
| Rang | Name                  | Land                   | Punkte |
| ---- | --------------------- | ---------------------- | ------ |
| 1    | Dave Ryding           | Vereinigtes Königreich | 443    |
| 2    | Mattias Hargin        | Schweden               | 422    |
| 3    | Manuel Feller         | Österreich             | 403    |
| 4    | Luca Aerni            | Schweiz                | 338    |
| 5    | Victor Muffat-Jeandet | Frankreich             | 276    |

| Rang | Name                 | Land     | Punkte |
| ---- | -------------------- | -------- | ------ |
| 1    | Michela Azzola       | Italien  | 464    |
| 2    | Charlotta Säfvenberg | Schweden | 421    |
| 3    | Magdalena Fjällström | Schweden | 396    |
| 4    | Mona Løseth          | Norwegen | 394    |
| 5    | Petra Vlhová         | Slowakei | 362    |

### Super-Kombination
| Rang | Name                    | Land       | Punkte |
| ---- | ----------------------- | ---------- | ------ |
| 1    | Victor Muffat-Jeandet   | Frankreich | 100    |
| 2    | Aleksander Aamodt Kilde | Norwegen   | 080    |
| 3    | Frederic Berthold       | Österreich | 060    |
| 4    | Vincent Kriechmayr      | Österreich | 050    |
| 5    | Marc Gisin              | Schweiz    | 045    |

| Rang | Name               | Land       | Punkte |
| ---- | ------------------ | ---------- | ------ |
| 1    | Romane Miradoli    | Frankreich | 109    |
| 2    | Ramona Siebenhofer | Österreich | 100    |
|      | Adeline Baud       | Frankreich | 100    |
| 4    | Jessica Depauli    | Österreich | 080    |
| 5    | Estelle Alphand    | Frankreich | 078    |

## Podestplatzierungen Herren

### Abfahrt
| Datum            | Ort                 | 1. Platz                                                                      | 2. Platz                                                                      | 3. Platz                                                                      |
| ---------------- | ------------------- | ----------------------------------------------------------------------------- | ----------------------------------------------------------------------------- | ----------------------------------------------------------------------------- |
| 28.11.2012 *     | Reiteralm (AUT)     | Daniel Danklmaier (AUT)                                                       | Mario Karelly (AUT)                                                           | Markus Dürager (AUT)                                                          |
| 10.01.2013       | Wengen (SUI)        | Ralph Weber (SUI)                                                             | Nils Mani (SUI)                                                               | Vitus Lüönd (SUI)                                                             |
| 12.01.2013       | Wengen (SUI)        | Brice Roger (FRA)                                                             | Ralph Weber (SUI)                                                             | Douglas Hedin (SWE)                                                           |
| 15./16.01.2013 * | Hinterstoder (AUT)  | Markus Dürager (AUT)                                                          | Manuel Kramer (AUT)                                                           | Paolo Pangrazzi (ITA)                                                         |
| 17.01.2013       | Patscherkofel (AUT) | Wegen Schneemangels abgesagt. Ersatzrennen am 15./16. Januar in Hinterstoder. | Wegen Schneemangels abgesagt. Ersatzrennen am 15./16. Januar in Hinterstoder. | Wegen Schneemangels abgesagt. Ersatzrennen am 15./16. Januar in Hinterstoder. |
| 18.01.2013       | Patscherkofel (AUT) | Wegen Schneemangels abgesagt.                                                 | Wegen Schneemangels abgesagt.                                                 | Wegen Schneemangels abgesagt.                                                 |
| 23.01.2013       | Val-d’Isère (FRA)   | Wiley Maple (USA)                                                             | Ralph Weber (SUI)                                                             | Frederic Berthold (AUT)                                                       |
| 30.01.2013       | Sarntal (ITA)       | Frederic Berthold (AUT)                                                       | Silvano Varettoni (ITA)                                                       | Johannes Kröll (AUT)                                                          |
| 17.03.2013       | Sotschi (RUS)       | Abgesagt.                                                                     | Abgesagt.                                                                     | Abgesagt.                                                                     |

* Sprintabfahrt in zwei Durchgängen

### Super-G
| Datum      | Ort               | 1. Platz                      | 2. Platz                      | 3. Platz                 |
| ---------- | ----------------- | ----------------------------- | ----------------------------- | ------------------------ |
| 29.11.2012 | Reiteralm (AUT)   | Clemens Dorner (AUT)          | Fabio Renz (GER)              | Vincent Kriechmayr (AUT) |
| 24.01.2013 | Val-d’Isère (FRA) | Aleksander Aamodt Kilde (NOR) | Silvano Varettoni (ITA)       | Jeffrey Frisch (CAN)     |
| 01.02.2013 | Sarntal (ITA)     | Josef Ferstl (GER)            | Aleksander Aamodt Kilde (NOR) | Niklas Köck (AUT)        |
| 08.02.2013 | La Thuile (ITA)   | Aleksander Aamodt Kilde (NOR) | Vincent Kriechmayr (AUT)      | Josef Ferstl (GER)       |
| 09.02.2013 | La Thuile (ITA)   | Aleksander Aamodt Kilde (NOR) | Christian Walder (AUT)        | Vincent Kriechmayr (AUT) |
| 08.03.2013 | Sella Nevea (ITA) | Abgesagt.                     | Abgesagt.                     | Abgesagt.                |
| 14.03.2013 | Sotschi (RUS)     | Silvano Varettoni (ITA)       | Alexander Glebov (RUS)        | Josef Ferstl (GER)       |

### Riesenslalom
| Datum            | Ort                      | 1. Platz                    | 2. Platz                 | 3. Platz                    |
| ---------------- | ------------------------ | --------------------------- | ------------------------ | --------------------------- |
| 21.11.2012       | Levi (FIN)               | Thomas Frey (FRA)           | Stepan Sujew (RUS)       | Calle Lindh (SWE)           |
| 22.11.2012       | Levi (FIN)               | Victor Malmström (FIN)      | Calle Lindh (SWE)        | Stepan Sujew (RUS)          |
| 19.12.2012       | Zuoz (SUI)               | Thomas Frey (FRA)           | Stepan Sujew (RUS)       | Manuel Pleisch (SUI)        |
| 19.01.2013       | Kirchberg in Tirol (AUT) | Florian Eisath (ITA)        | Thomas Fanara (FRA)      | Tim Jitloff (USA)           |
| 26.01.2013       | Großer Arber (GER)       | Tim Jitloff (USA)           | Pawel Trichitschew (RUS) | Gino Caviezel (SUI)         |
| 02./03.02.2013 * | Monte Pora (ITA)         | Victor Muffat-Jeandet (FRA) | François Place (FRA)     | Marcel Mathis (AUT)         |
| 05.02.2013       | Les Menuires (FRA)       | Florian Eisath (ITA)        | Victor Malmström (FIN)   | Victor Muffat-Jeandet (FRA) |
| 06.02.2013       | Les Menuires (FRA)       | Tim Jitloff (SWE)           | Thomas Tumler (SUI)      | Florian Eisath (ITA)        |
| 02.03.2013       | Soldeu (AND)             | Elia Zurbriggen (SUI)       | Manuel Pleisch (SUI)     | Florian Eisath (ITA)        |
| 03.03.2013       | Soldeu (AND)             | Luca De Aliprandini (ITA)   | Victor Malmström (FIN)   | Thomas Tumler (SUI)         |
| 15.03.2013       | Sotschi (RUS)            | Thomas Tumler (SUI)         | Gino Caviezel (SUI)      | Manuel Pleisch (SUI)        |

* Wegen Schlechtwetters wurde der Riesenslalom nach dem ersten Durchgang unterbrochen und der zweite Lauf am nächsten Tag gefahren.

### Slalom
| Datum      | Ort                      | 1. Platz                                                              | 2. Platz                                                              | 3. Platz                                                              |
| ---------- | ------------------------ | --------------------------------------------------------------------- | --------------------------------------------------------------------- | --------------------------------------------------------------------- |
| 24.11.2012 | Levi (FIN)               | Axel Bäck (SWE)                                                       | Mattias Hargin (SWE)                                                  | Philipp Schmid (GER)                                                  |
| 25.11.2012 | Levi (FIN)               | Lars Elton Myhre (NOR)                                                | Mattias Hargin (SWE)                                                  | Henrik Kristoffersen (NOR)                                            |
| 12.12.2012 | Obereggen (ITA)          | Manuel Feller (AUT)                                                   | Stefano Gross (ITA)                                                   | Markus Vogel (SUI)                                                    |
| 13.12.2012 | Pozza di Fassa (ITA)     | Mattias Hargin (SWE)                                                  | Markus Vogel (SUI)                                                    | Cristian Deville (ITA)                                                |
| 20.12.2012 | Zuoz (SUI)               | Wolfgang Hörl (AUT)                                                   | Santeri Paloniemi (FIN)                                               | Mattias Hargin (SWE)                                                  |
| 03.01.2013 | Chamonix (FRA)           | Luca Aerni (SUI)                                                      | Michael Janyk (CAN)                                                   | Riccardo Tonetti (ITA)                                                |
| 04.01.2013 | Chamonix (FRA)           | Riccardo Tonetti (ITA)                                                | Calle Lindh (SWE)                                                     | Stefan Luitz (GER)                                                    |
| 20.01.2013 | Kirchberg in Tirol (AUT) | Steven Théolier (FRA)                                                 | Sebastian Foss Solevåg (NOR)                                          | Dave Ryding (GBR)                                                     |
| 27.01.2013 | Großer Arber (GER)       | Miha Kürner (SLO)                                                     | Dave Ryding (GBR)                                                     | Christoph Nösig (AUT)                                                 |
| 03.02.2013 | Monte Pora (ITA)         | Wegen der Verschiebung des zweiten Riesenslalom-Durchganges abgesagt. | Wegen der Verschiebung des zweiten Riesenslalom-Durchganges abgesagt. | Wegen der Verschiebung des zweiten Riesenslalom-Durchganges abgesagt. |
| 04.03.2013 | La Molina (ESP)          | Manuel Feller (AUT)                                                   | Luca Aerni (SUI)                                                      | Dave Ryding (GBR)                                                     |
| 05.03.2013 | La Molina (ESP)          | Abgesagt.                                                             | Abgesagt.                                                             | Abgesagt.                                                             |
| 11.03.2013 | Kranjska Gora (SLO)      | Jean-Baptiste Grange (FRA)                                            | Manuel Feller (AUT)                                                   | Wolfgang Hörl (AUT)                                                   |

### Super-Kombination
| Datum      | Ort               | 1. Platz                    | 2. Platz                      | 3. Platz                |
| ---------- | ----------------- | --------------------------- | ----------------------------- | ----------------------- |
| 31.01.2013 | Sarntal (ITA)     | Victor Muffat-Jeandet (FRA) | Aleksander Aamodt Kilde (NOR) | Frederic Berthold (AUT) |
| 09.03.2013 | Sella Nevea (ITA) | Abgesagt.                   | Abgesagt.                     | Abgesagt.               |

### City Event
| Datum      | Ort             | 1. Platz            | 2. Platz            | 3. Platz          |
| ---------- | --------------- | ------------------- | ------------------- | ----------------- |
| 15.12.2012 | St. Vigil (ITA) | Gabriel Rivas (FRA) | Manuel Wieser (AUT) | Dave Ryding (GBR) |

## Podestplatzierungen Damen

### Abfahrt
| Datum      | Ort                        | 1. Platz                                  | 2. Platz                                 | 3. Platz               |
| ---------- | -------------------------- | ----------------------------------------- | ---------------------------------------- | ---------------------- |
| 12.12.2012 | St. Moritz (SUI)           | Cornelia Hütter (AUT) Vanja Brodnik (SLO) |                                          | Corinne Suter (SUI)    |
| 13.12.2012 | St. Moritz (SUI)           | Corinne Suter (SUI)                       | Cornelia Hütter (AUT)                    | Klára Křížová (CZE)    |
| 16.01.2013 | St. Anton am Arlberg (AUT) | Joana Hählen (SUI)                        | Sofia Goggia (ITA)                       | Mirjam Puchner (AUT)   |
| 17.01.2013 | St. Anton am Arlberg (AUT) | Sofia Goggia (ITA)                        | Joana Hählen (SUI)                       | Karoline Pichler (ITA) |
| 28.01.2013 | Jasná (SVK)                | Sofia Goggia (ITA)                        | Ilka Štuhec (SLO)                        | Enrica Cipriani (ITA)  |
| 29.01.2013 | Jasná (SVK)                | Ilka Štuhec (SLO)                         | Klára Křížová (CZE) Mirjam Puchner (AUT) |                        |
| 17.03.2013 | Sotschi (RUS)              | Abgesagt.                                 | Abgesagt.                                | Abgesagt.              |

### Super-G
| Datum      | Ort                 | 1. Platz                    | 2. Platz                 | 3. Platz                 |
| ---------- | ------------------- | --------------------------- | ------------------------ | ------------------------ |
| 02.12.2012 | Kvitfjell (NOR)     | Romane Miradoli (FRA)       | Ramona Siebenhofer (AUT) | Cornelia Hütter (AUT)    |
| 20.12.2012 | Crans-Montana (SUI) | Marie Marchand-Arvier (FRA) | Ilka Štuhec (SLO)        | Camilla Borsotti (ITA)   |
| 21.12.2012 | Crans-Montana (SUI) | Corinne Suter (SUI)         | Joana Hählen (SUI)       | Ramona Siebenhofer (AUT) |
| 04.02.2013 | Sella Nevea (ITA)   | Corinne Suter (SUI)         | Cornelia Hütter (AUT)    | Adeline Baud (FRA)       |
| 05.02.2013 | Sella Nevea (ITA)   | Joana Hählen (SUI)          | Cornelia Hütter (AUT)    | Stephanie Venier (AUT)   |
| 15.03.2013 | Sotschi (RUS)       | Ragnhild Mowinckel (NOR)    | Camilla Borsotti (ITA)   | Tamara Tippler (AUT)     |

### Riesenslalom
| Datum      | Ort              | 1. Platz                    | 2. Platz                    | 3. Platz                  |
| ---------- | ---------------- | --------------------------- | --------------------------- | ------------------------- |
| 30.11.2012 | Kvitfjell (NOR)  | Sara Hector (SWE)           | Coralie Frasse Sombet (FRA) | Veronika Staber (GER)     |
| 04.12.2012 | Trysil (NOR)     | Romane Miradoli (FRA)       | Ramona Siebenhofer (AUT)    | Carmen Thalmann (AUT)     |
| 05.12.2012 | Trysil (NOR)     | Ramona Siebenhofer (AUT)    | Sofia Goggia (ITA)          | Romane Miradoli (FRA)     |
| 19.12.2012 | Courchevel (FRA) | Sofia Goggia (ITA)          | Coralie Frasse Sombet (FRA) | Clara Direz (FRA)         |
| 07.01.2013 | Zinal (SUI)      | Adeline Baud (FRA)          | Susanne Weinbuchner (GER)   | Kajsa Kling (SWE)         |
| 08.01.2013 | Zinal (SUI)      | Adeline Baud (FRA)          | Nina Løseth (NOR)           | Marion Bertrand (FRA)     |
| 23.01.2013 | Pamporowo (BUL)  | Ramona Siebenhofer (AUT)    | Mirjam Puchner (AUT)        | Kajsa Kling (SWE)         |
| 24.01.2013 | Pamporowo (BUL)  | Adeline Baud (FRA)          | Sofia Goggia (ITA)          | Susanne Weinbuchner (GER) |
| 04.03.2013 | Andalo (ITA)     | Eva-Maria Brem (AUT)        | Wendy Holdener (SUI)        | Sara Hector (SUI)         |
| 05.03.2013 | Andalo (ITA)     | Nina Løseth (NOR)           | Marion Bertrand (FRA)       | Eva-Maria Brem (AUT)      |
| 14.03.2013 | Sotschi (RUS)    | Coralie Frasse Sombet (FRA) | Jasmina Suter (SUI)         | Karoline Pichler (ITA)    |

### Slalom
| Datum      | Ort                  | 1. Platz                   | 2. Platz                   | 3. Platz                                                               |
| ---------- | -------------------- | -------------------------- | -------------------------- | ---------------------------------------------------------------------- |
| 26.11.2012 | Vemdalen (SWE)       | Michela Azzola (ITA)       | Petra Vlhová (SVK)         | Ana Bucik (SLO)                                                        |
| 27.11.2012 | Vemdalen (SWE)       | Magdalena Fjällström (SWE) | Petra Vlhová (SVK)         | Michela Azzola (ITA) Charlotta Säfvenberg (SWE)                        |
| 18.12.2012 | Courchevel (FRA)     | Petra Vlhová (SVK)         | Sarah Pardeller (ITA)      | Marlene Schmotz (GER)                                                  |
| 10.01.2013 | Melchsee-Frutt (SUI) | Wendy Holdener (SUI)       | Nathalie Eklund (SWE)      | Mona Løseth (NOR)                                                      |
| 11.01.2013 | Melchsee-Frutt (SUI) | Nina Løseth (NOR)          | Ramona Siebenhofer (AUT)   | Nathalie Eklund (SWE)                                                  |
| 19.01.2013 | Schruns (AUT)        | Charlotta Säfvenberg (SWE) | Paulina Grassl (SWE)       | Carmen Thalmann (AUT)                                                  |
| 20.01.2013 | Schruns (AUT)        | Therese Borssén (SWE)      | Michela Azzola (ITA)       | Paulina Grassl (SWE)                                                   |
| 31.01.2013 | Zakopane (POL)       | Wetterbedingte Absage.     | Wetterbedingte Absage.     | Wetterbedingte Absage.                                                 |
| 01.02.2013 | Zakopane (POL)       | Michela Azzola (ITA)       | Mona Løseth (NOR)          | Magdalena Fjällström (SWE) Sarah Pardeller (ITA) Veronika Staber (GER) |
| 08.02.2013 | Innichen (ITA)       | Mona Løseth (NOR)          | Wendy Holdener (SUI)       | Carmen Thalmann (AUT)                                                  |
| 07.03.2013 | Lenggries (GER)      | Nastasia Noens (FRA)       | Carmen Thalmann (AUT)      | Alexandra Daum (AUT)                                                   |
| 08.03.2013 | Lenggries (GER)      | Šárka Záhrobská (CZE)      | Charlotta Säfvenberg (SWE) | Nathalie Eklund (SWE)                                                  |

### Super-Kombination
| Datum      | Ort               | 1. Platz                 | 2. Platz              | 3. Platz                  |
| ---------- | ----------------- | ------------------------ | --------------------- | ------------------------- |
| 01.12.2012 | Kvitfjell (NOR)   | Ramona Siebenhofer (AUT) | Romane Miradoli (FRA) | Estelle Alphand (FRA)     |
| 04.02.2013 | Sella Nevea (ITA) | Adeline Baud (FRA)       | Jessica Depauli (AUT) | Anne-Sophie Barthet (FRA) |

### City Event
| Datum      | Ort            | 1. Platz             | 2. Platz             | 3. Platz                   |
| ---------- | -------------- | -------------------- | -------------------- | -------------------------- |
| 07.02.2013 | Innichen (ITA) | Veronica Smedh (SWE) | Julia Dygruber (AUT) | Magdalena Fjällström (SWE) |